# 論仏骨表
論仏骨表（ろんぶっこつひょう）は、中国唐代の韓愈が、鳳翔法門寺の真身宝塔（阿育王塔）に秘蔵され、30年に一度のご開帳の時に供養すれば国家安泰を得るという仏舎利の伝承を信じた憲宗皇帝に対して諌めるために上った上表文である。
古文復興運動の先駆となった韓愈の、四六駢儷文を排した名文として、また、中国における排仏論を代表する内容として知られている。